# Гийом дьо Жизор
Гийом дьо Жизор (на френски: Guillaume de Gisors) е третият велик магистър на Ордена на Сион. Син е на Юг ІІІ дьо Жизор и внук на Жан дьо Жизор, основателя на ордена. Според списъка на великите магистри в Les Dossiers Secrets, неговата сестра се омъжила за някой си Жан дьо Плантар. Там също се казва, че Гийом е отличен с Ордена на кораба и двойния полумесец през 1269. Този орден бил създаден от Луи IX за благородниците, които отишли с него на Шестия кръстоносен поход.
Според конспиративните теории, представени в Светата кръв и светия граал, Гийом дьо Жизор бил третият велик магистър на Ордена на Сион.